# 그래, 이혼하자
《그래, 이혼하자》는 2026년 상반기 방송 예정인 드라마이다.

## 기획의도
지칠 대로 지친 결혼 생활에 종지부를 찍기 위한 웨딩드레스샵 대표 부부의 리얼 이혼 체험기를 다룬 작품

## 제작진

### 연출
- 주성우 : ( MBC 주말 특별기획 드라마 《겨울새》(공동연출), MBC 저녁 일일연속극 《춘자네 경사났네》(공동연출), MBC 2부작 특집 드라마 《된장 군과 낫토 짱의 결혼 전쟁》(연출), MBC 저녁 일일연속극 《황금물고기》(공동연출), MBC 주말 특별기획 드라마 《애정만만세》(연출), MBC 주말 특별기획 드라마 《백년의 유산》(연출), MBC 주말 특별기획 드라마 《전설의 마녀》(연출), MBC 월화 특별기획 드라마 《몬스터》(연출), MBC 주말연속극 《밥상 차리는 남자》(연출) 등 연출 )

### 극본
- 황지언

## 등장 인물

### 주요 인물
- 이민정 : 백미영 역 - 지앤화이트 대표.

- 김지석 : 지원호 역 - 지앤화이트의 공동 대표이자 미영의 남편

- 정의제 : 강경태 역 - 지앤화이트의 부대표 지원호의 절친

- 왕빛나 :

- 이현진 :